# It Ain’t Safe No More
It Ain’t Safe No More ist das sechste Album des US-amerikanischen Rappers Busta Rhymes, das im November 2002 erschien.

## Entstehung und Veröffentlichung
Die Erstveröffentlichung von It Ain’t Safe No More erfolgte am 25. November 2002 bei J Records. Das Album erschien in seiner Originalausführung als CD mit 19 Titeln (Katalognummer: 74321-98125-2).
Ein Großteil der Produktion von It Ain’t Safe No More wurde von J Dilla und Rick Rock übernommen. Dilla produzierte die Stücke It Ain’t Safe No More…, What Up und Turn Me Up Some, während sich Rick Rock für die Produktionen zu Make It Clap, I Know What You Want und The Struggle Will Be Lost verantwortlich zeigte. DJ Scratch, der bereits mit Busta Rhymes für dessen erstes Album The Coming zusammengearbeitet hatte, produzierte den Titel What Do You Do When You’re Branded. The Neptunes (Chad Hugo und Pharrell Williams) waren für die Produktion von Call the Ambulance verantwortlich. Weitere Beiträge kommen von Megahertz (We Goin’ to Do It to Ya), Mario Winans (Take It Off Part 2), Tetamus (Taste It), Wildstyle (Hey Ladies), Denaun (Riot), Mr. Fingaz (Hop), Swizz Beatz (Together), Ricc Rude (Struttin’ Like a G.O.D.) und Tru Master (Till It’s Gone). Das abschließende Mastering des Albums erfolgte durch Chris Gehringer.

## Titelliste
1. Intro – 1:46
2. It Ain’t Safe No More… (feat. Meka) – 3:40
3. What Do You Do When You’re Branded – 3:54
4. Call the Ambulance (feat. Rampage) – 3:50
5. We Goin’ to Do It to Ya – 2:57
6. What Up – 2:54
7. Turn Me Up Some – 3:29
8. Make It Clap (feat. Spliff Star) – 3:40
9. Take It Off Part 2 (feat. Meka) – 4:29
10. Taste It – 3:46
11. Hey Ladies – 3:19
12. I Know What You Want (feat. Mariah Carey, Rah Digga, Baby Sham, Spliff Star & Rampage) – 5:24
13. Riot – 3:11
14. Hop – 3:48
15. Together (feat. Rah Digga) – 5:33
16. Struttin’ Like a G.O.D. – 4:13
17. The Struggle Will Be Lost (feat. Carl Thomas) – 4:43
18. Till It’s Gone – 4:54
19. Make It Clap Remix (Hidden Track) (feat. Sean Paul & Spliff Star) – 4:03

## Rezensionen
Entertainment Weekly fand eine eher negative Wertung für das Album. It Ain’t Safe No More sei ein mittelmäßiges Album voller glanzloser Arrangements („Rhymes' second J Records release is a tragically mediocre album full of lackluster arrangements“). Auch die Gastbeiträge von etwa Mariah Carey oder den Neptunes seien uninteressant. Von den 18 Titeln des Albums seien aus Sicht der Seite nur vier Lieder gut.
John Bush wertete das Album für den All Music Guide positiv. It Ain’t Safe No More folge stilistisch den von Bush als „Klassiker“ bezeichneten Alben When Disaster Strikes und Genesis. Auf Call the Ambulance zeige Rhymes durch seinen Vortrag, der als „hardcore“ und lustig geschildert wird, was er am besten könne.

## Kommerzieller Erfolg

### Chartplatzierungen
It Ain’t Safe No More konnte Platz 43 der US-amerikanischen Billboard 200 erreichen. Damit ist es nach fünft Studioalben das erste des Rappers, das sich nicht in den Top 20 platzierte. Insgesamt war Rhymes sechstes Album 34 Wochen in den Charts vertreten. In Deutschland stieg der Tonträger auf Rang 88 der Charts ein. Es blieb fünf Wochen in der Hitparade und konnte als Höchstposition Platz 82 belegen. Weitere internationale Chartplatzierungen erreichte It Ain’t Safe No More in Frankreich (Rang 50), den Niederlanden (Rang 61) und der Schweiz (Rang 70).
| ChartsChartplatzierungen       | Höchstplatzierung | Wochen |
| ------------------------------ | ----------------- | ------ |
| Deutschland (GfK)              | 82 (5 Wo.)        | 5      |
| Schweiz (IFPI)                 | 70 (6 Wo.)        | 6      |
| Vereinigte Staaten (Billboard) | 43 (34 Wo.)       | 34     |
| Vereinigtes Königreich (OCC)   | 78 (4 Wo.)        | 4      |

| ChartsJahrescharts (2003)      | Platzierung |
| ------------------------------ | ----------- |
| Vereinigte Staaten (Billboard) | 112         |

### Auszeichnungen für Musikverkäufe
| Land/Region                  | Auszeichnungen für Musikverkäufe (Land/Region, Auszeichnung, Verkäufe) | Verkäufe |
| ---------------------------- | ---------------------------------------------------------------------- | -------- |
| Vereinigte Staaten (RIAA)    | Gold                                                                   | 500.000  |
| Vereinigtes Königreich (BPI) | Silber                                                                 | 60.000   |
| Insgesamt                    | 1× Silber · 1× Gold ·                                                  | 560.000  |